# Egialea
En la mitología griega Egialea, era la esposa de Diomedes y la hija de Adrasto y Anfítea; según otros su padre era Egialeo. Su esposo se fue a la guerra de Troya y ella le permaneció fiel por largo tiempo, pero luego lo engañó con varios héroes como  Cometes y él a su regreso la dejó. Se dice que su conducta se debió a Afrodita, que había sido herida por Diomedes durante la guerra, y para vengarse de él, hizo que a Egialea le surgiera pasiones que era incapaz de dominar.